# GSC7183-1860
GSC7183-1860 — хімічно пекулярна зоря спектрального класу Cr, що має видиму зоряну величину в смузі V приблизно 10,7.

## Пекулярний хімічний склад
Зоряна атмосфера GSC7183-1860 має підвищений вміст 
Eu
.